# Birgitta Lillpers
Birgitta Lillpers (ur. 14 lutego 1958 w Orsa, Szwecja) – szwedzka poetka i pisarka.

## Życie i twórczość
Dorastała w Orsa w Dalarna, gdzie mieszka do dzisiaj. Przez pewien okres studiowała filozofię na Uniwersytecie w Uppsali.
Zadebiutowała w 1982 roku tomikiem poezji Stämnoja. Jej twórczość poetycką cechuje wyraźny, muzykalny ton. Poezja, a także proza Lillpers jest często inspirowana obrazami miejsc położonych na peryferiach cywilizacji – lasami, polami, terenami wiejskimi. Ich przedstawienie służy często jako punkt wyjścia do opisu krajobrazu wewnętrznego człowieka.
Tomik Nu försvinner vi eller ingår z 2007 roku ukazał się po polsku pod tytułem Zniknąć albo wejść (2009) w tłumaczeniu Anny Topaczewskiej.

## Dzieła
- 1982 – Stämnoja (poezja)
- 1984 – Igenom: härute (poezja)
- 1986 – Gry, och bärga (poezja)
- 1987 – Blomvattnarna (powieść)
- 1988 – I bett om vatten (poezja)
- 1990 – Besök på en främmande kennel (poezja)
- 1991 – Iris, Isis och skräddaren (powieść)
- 1992 – Krigarna i den här provinsen (poezja)
- 1993 – Medan de ännu hade hästar (powieść)
- 1995 – Propolis (poezja)
- 1998 – Och jag grep årorna och rodde (powieść)
- 2000 – Silverskåp (poezja)
- 2002 – Alla dessa liv och våder (powieść)
- 2004 – Glömde väl inte ljusets element när du räknade (poezja)
- 2006 – Dikter från betet (poezja)
- 2007 – Nu försvinner vi eller ingår (poezja)
- 2010 – Om du fick tänka dig ett hem (powieść)
- 2012 – Industriminnen (poezja)
- 2016 – Anteckningar om hö (poezja)
- 2018 – En Häst Brun till färjen: om hästkulturen i Orsa från äldsta tid till 1950 (historia kultury)
- 2020 – Kälda (poezja)

## Nagrody i wyróżnienia
- 1990 – Nagroda literacka dziennika Aftonbladet
- 1992 – Nagroda poetycka Szwedzkiego Radia
- 1996 – Gerard Bonniers lyrikpris
- 1996 – De Nios Vinterpris
- 2001 – Nagroda Doblouga
- 2004 – Nagroda literacka dziennika Svenska Dagbladet
- 2007 – Karlfeldt-priset
- 2008 – Wielka Nagroda Dziewięciu
- 2008 – Ferlinpriset
- 2008 – Lars Ahlin-stipendiet
- 2011 – Nagroda Bellmana
- 2011 – Erik Lindegren-priset
- 2016 – Ekelöfpriset
- 2019 – Aspenströmpriset